# Okeraue zwischen Meinersen und Müden (Aller)
Die Okeraue zwischen Meinersen und Müden (Aller) ist ein Naturschutzgebiet in den niedersächsischen Gemeinden Meinersen und Müden (Aller) in der Samtgemeinde Meinersen im Landkreis Gifhorn.
Das Naturschutzgebiet (kurz NSG) mit dem Kennzeichen NSG BR 143 ist 268,4 Hektar groß. Es ist nahezu vollständig Bestandteil des FFH-Gebietes „Aller (mit Barnbruch), untere Leine, untere Oker“. Im Süden grenzt es an das Naturschutzgebiet „Okeraue bei Volkse“.

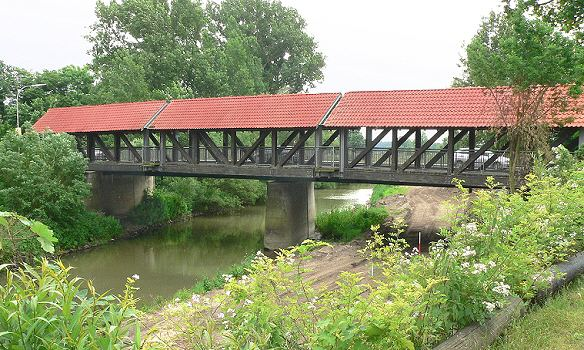
Brücke über die Oker in Meinersen

Das Naturschutzgebiet liegt zwischen Meinersen und Müden (Aller). Es stellt den untersten Abschnitt der Oker einschließlich der Flussaue zwischen Meinersen und dem Wehr bei Müden-Dieckhorst etwas oberhalb der Mündung in die Aller unter Schutz. Dieser ist in der oberen Hälfte noch naturnah, der Flusslauf mäandriert hier. Im unteren Teil wurde der Flusslauf bereits im 19. Jahrhundert begradigt.
Die Aue ist durch einen Wechsel aus auf höher liegenden Flächen liegenden Acker und tieferliegendem Grünland, das periodisch überschwemmt wird, geprägt. Die teilweise unbefestigten Ufer der Oker bilden Abbruchkanten und Aufsandungen. Entlang des Flusslaufes sind an einigen Stellen Altarme zu finden. Die Uferbereiche sind vielfach von Hochstaudenfluren und Röhrichtflächen geprägt. Daneben sind Auwaldreste zu finden.
Die Durchgängigkeit des Flussabschnittes ist seit 2003 durch einen Fischpass in Müden-Dieckhorst und seit 2005 durch eine Umgehungsrinne in Meinersen gewährleistet. Der Abstieg wird an beiden Orten durch ein Fluchtrohr erleichtert.
Das Gebiet steht seit dem 31. Dezember 2011 unter Naturschutz. Zuständige untere Naturschutzbehörde ist der Landkreis Gifhorn.